# Kenzō Takada
Kenzō Takada (高田賢三 Takada Kenzō?,  Prefectura de Hyogo, 27 de febrero de 1939-Neuilly-sur-Seine, 4 de octubre de 2020) fue un diseñador de moda japonés y fundador de la marca Kenzo, una marca internacional de perfumes, ropa y productos para el cuidado de la piel.

## Biografía
Kenzō Takada desarrolló su amor por la moda desde temprana edad, particularmente leyendo las revistas de sus hermanas. Asistió brevemente a la Universidad de Kobe, donde se sintió aburrido y eventualmente abandonó sus estudios, en contra del deseo de sus padres. En 1958, ingresó en la academia de moda Tokio's Bunka Fashion College, la cual había abierto poco tiempo antes sus puertas a estudiantes masculinos.
Tras recibir su diploma, se estableció en París en 1964. Allí trató de hacerse un lugar en el mundo de la moda asistiendo a eventos, haciendo contactos con los medios y vendiendo bocetos.

## Carrera
Los primeros diseños de Kenzo nacieron de telas del mercado de pulgas porque era lo único que podía costear. Como resultado, Kenzo tuvo que mezclar muchas telas de diseños audaces juntas para formar una prenda.
El éxito de Kenzo se produjo en 1970. Durante ese año presentó su primer show en Vivienne Gallery; abrió su primera tienda, "Jungle jap"; y una de sus modelos apareció en la portada de Elle. Su colección se presentó en Nueva York en 1971. Al año siguiente ganó el premio Fashion Editor Club of Japan. Kenzo probó su capacidad para las apariciones dramáticas cuando entre 1978 y 1981 realizaba sus shows en una tienda de circo y los finalizaba con mujeres a caballo vistiendo uniformes con transparencias y a él mismo sobre un elefante.
Su primera colección para hombres se realizó en 1983. En 1988, comenzó su línea de perfumes femeninos con Kenzo de Kenzo (conocido como Ça Sent Beau, Huele bien), Aroma de verano (Parfum d'été), El mundo es bello (Le monde est beau) y El agua (L'eau) de Kenzo.
En 1991 lanzó su primer perfume para hombres Kenzo pour Homme. FlowerbyKenzo fue lanzado en el 2000 y se ha convertido en la fragancia insignia para la marca de perfumes Kenzo. En 2001, lanzó KenzoKI, una línea de productos para el cuidado de la piel. 
En 1993 la marca Kenzo fue adquirida por LVMH, una compañía francesa de artículos de lujo.
Kenzo Takada anunció su retiro en 1999, dejando a cargo de su imperio de moda a su asistenta. En 2005, reapareció como diseñador de decoraciones presentando Gokan Kobo (taller de los cinco sentidos), una marca de vajilla, objetos del hogar y muebles.
Falleció el 4 de octubre de 2020 a consecuencia del coronavirus, a los ochenta y un años, en el Hospital Americano de París.